# Beretta S58
L'S58 è un fucile a canna liscia sovrapposto cal. 12/70, prodotto dalla Beretta dal 1956 al 1958, come successore dei modelli S56 e S57

## Caratteristiche
Si presenta infatti pronto a gareggiare sulle pedane per la specialità trap del tiro a volo. La Beretta prevedeva sul modello S.58 Trap e Skeet canne in Boheler Antinit (austriaco) simili a quelli della serie SO, se non addirittura recuperati dopo la scelta per quei modelli. Si può trovare anche con canne marchiate Excelsior ma solo perché l'acquirente le aveva fatte produrre appositamente. Il primo sovrapposto a montare come regola canne in Excelsior è stato l'S.680 seguito poi dall'S.682. L'S58 esce con due lavorazioni sulla cassa: la prima brunita e più semplice, la seconda lucida ed intarsiata a mano.